# Asura coccineoflammens
Asura coccineoflammens là một loài bướm đêm thuộc phân họ Arctiinae, họ Erebidae.